# Wild (2014)
Wild is een Amerikaanse biografische film uit 2014 onder regie van Jean-Marc Vallée. Het script van de film is gebaseerd op de memoires van Cheryl Strayed, Wild: From Lost to Found on the Pacific Crest Trail (Nederlands: Wild: Over jezelf verliezen en terugvinden en 1700 kilometer hiken) uit 2012. De film  ging in première op 29 augustus 2014 op het Telluride Film Festival.

## Verhaal
In 1994 beslist Cheryl Strayed een voettocht te ondernemen over de Pacific Crest Trail, een langeafstandspad van 4286 kilometer in deels bergachtige gebieden langs de Amerikaanse westkust loopt, vanaf de grens met Mexico in het zuiden naar de grens met Canada in het noorden. Ze ondernam deze wandeling als therapie na haar scheiding, het overlijden van haar moeder en jaren van roekeloos destructief gedrag.

## Rolverdeling
| Acteur            | Personage            |
| ----------------- | -------------------- |
| Reese Witherspoon | Cheryl Strayed       |
| Laura Dern        | Barbara "Bobbi" Grey |
| Thomas Sadoski    | Paul, Cheryls ex-man |
| Michiel Huisman   | Jonathan             |
| W. Earl Brown     | Frank                |
| Gaby Hoffmann     | Aimee                |
| Kevin Rankin      | Greg                 |
| Charles Baker     | T.J.                 |
| Brian Van Holt    | Ranger               |
| Jan Hoag          | Annette              |
| Nick Eversman     | Ritchie              |
| J.D. Evermore     | Clint                |
| Mo McRae          | Jimmy                |

## Muziek
De soundtrack van de film werd uitgebracht op 7 november 2014 door Sony's Legacy Recordings en bevat 15 tracks uit verschillende muziekperiodes. De supervisie was in handen van Susan Jacobs. Vallée vertelde dat het de bedoeling was om de muziek enkel te gebruiken tijdens de flashbacks om zo een idee te geven naar welke muziek Cheryl Strayed luisterde in haar leven. De rode draad doorheen de film is het lied El cóndor pasa van Simon & Garfunkel.

## Prijzen & nominaties
| jaar | prijs                              | categorie                                                   | genomineerde(n)            | uitslag     |
| ---- | ---------------------------------- | ----------------------------------------------------------- | -------------------------- | ----------- |
| 2015 | Golden Globe                       | Best Actress in a Motion Picture, Drama                     | Reese Witherspoon          | Genomineerd |
| 2015 | Satellite Awards                   | Best Actress in a Motion Picture                            | Reese Witherspoon          | Genomineerd |
| 2015 | Satellite Awards                   | Best Actress in a Supporting Role                           | Laura Dern                 | Genomineerd |
| 2015 | Satellite Awards                   | Best Screenplay, Adapted                                    | Nick Hornby Cheryl Strayed | Genomineerd |
| 2015 | Screen Actors Guild Awards         | Outstanding Performance by a Female Actor in a Leading Role | Reese Witherspoon          | Genomineerd |
| 2014 | Filmfestival van Chicago           | Audience Choice Award                                       | Jean-Marc Vallée           | Genomineerd |
| 2014 | Hollywood Film Awards              | Best Breakthrough Director                                  | Jean-Marc Vallée           | Gewonnen    |
| 2014 | Tallinn Black Nights Film Festival | Best North American Independent Film                        | Jean-Marc Vallée           | Genomineerd |